# Polianthes michoacana
Polianthes michoacana là một loài thực vật có hoa trong họ Măng tây. Loài này được M.Cedano, Delgad. & Enciso miêu tả khoa học đầu tiên năm 1993.